# Зірка (зупинний пункт, Південно-Західна залізниця)
Зі́рка — пасажирський зупинний пункт Київської дирекції Південно-Західної залізниці.
Розташований поблизу села Черняхів Кагарлицького району Київської області на лінії Київ-Деміївський — Миронівка між станціями Трипілля-Дніпровське (17 км) та Расава (7 км).
На платформі зупиняються приміські електропоїзди сполученням Київ-Пасажирський — Миронівка.